# 阿莫納 (加利福尼亞州)
阿莫納（英語：Armona）是位於美國加利福尼亞州金斯縣的一個人口普查指定地區。

## 地理
阿莫納的座標為36°18′57″N 119°42′30″W / 36.31583°N 119.70833°W，而該地最高點為海拔高度73米（即239英尺）。

## 人口
根據2010年美國人口普查的數據，阿莫納的面積為4.93平方千米，當中陸地面積為4.93平方千米，而水域面積為0.00平方千米。當地共有人口4156人，而人口密度為每平方千米843人。